# Battery Provincial Park
Battery Provincial Park är en park i Kanada.   Den ligger i provinsen Nova Scotia, i den östra delen av landet, 1 200 km öster om huvudstaden Ottawa. Battery Provincial Park ligger 41 meter över havet. Den ligger på ön Kap Bretonön.

## Terräng och omgivning
Terrängen runt Battery Provincial Park är platt. Havet är nära Battery Provincial Park åt sydväst. Runt Battery Provincial Park är det mycket glesbefolkat, med 3 invånare per kvadratkilometer.. Närmaste större samhälle är St. Peter's, 0,98 km nordväst om Battery Provincial Park. 
I omgivningarna runt Battery Provincial Park växer i huvudsak blandskog.